# Begränsad rättshandlingsförmåga
Begränsad rättshandlingsförmåga innebär att någon har en genom lag begränsad rättslig handlingsförmåga, d.v.s. har nedsatt möjlighet att ingå avtal, ge bort egendom och stå till svars inför domstol. Med andra ord är begränsad rättshandlingsförmåga en begränsad förmåga att själv handha sina rättsliga angelägenheter.
I Sverige kan en fysisk eller juridisk person ha begränsad rättshandlingsförmåga i några olika fall.

## Barn
Fysiska personer mellan 16 och 18 års ålder har begränsad rättshandlingsförmåga. De får dock köpa saker kontant samt handskas med pengar och annan egendom som de förvärvat genom eget arbete. Barn under 16 år saknar rättshandlingsförmåga.

## God man
Fysiska personer kan få en god man förordnad om de lider av exempelvis sjukdom eller psykiska sjukdomar. En god man har dock inte per definition behörighet att binda sin huvudman vid avtal men kan hjälpa huvudmannen att bevaka sin rätt och förvalta sin egendom.

## Förvaltare
En allmän domstol kan istället för god man förordna en förvaltare. Den som är satt under förvaltarskap förlorar då sin rättshandlingsförmåga på de punkter som omfattas av förvaltarens förordnande. Den som helt saknar rättshandlingsförmåga kan alltså inte själv ingå bindande avtal eller utföra andra rättshandlingar.

## Konkurs
Fysiska och juridiska personer som försatts i konkurs saknar rättshandlingsförmåga. Istället förordnas automatiskt en förvaltare som tar i anspråk personens samtliga tillgångar för att betala dennes skulder. Den som försätts i konkurs kallas för konkursgäldenär.

## Källa
- Myndig, fullmakt, god man - Rättsinformation från Konsumenternas Försäkringsbyrå och Konsumenternas Bank- och finansbyrå.